# Distrito de Perené
El distrito del Perené es uno de los seis que conforman la provincia de Chanchamayo ubicada en el departamento de Junín, en el centro del Perú.
Dentro de la división eclesiástica de la Iglesia Católica del Perú, pertenece al Vicariato Apostólico de San Ramón.

## Etimología
Según el ingeniero Federico Schiappi en su obra La Región Central del Perú. El río Perené de 1932, antes era Pereniki, y no Perené, ya que en lengua asháninka quiere decir ‘agua grande’ y ciertamente el río se une al río Ene con 160 kilómetros.

## Historia
El distrito de Perené, fue y es territorio de la cultura asháninka por centurias de años, desde donde se intercambiaban productos, mantas de algodón, sal, plumas de pájaros silvestres como el papagayo, loros y animales silvestres con oriundos andinos: es muy probable que se tratase de los turumas, una cultura preincaica con la que existía una relación comercial. La relación no era conflictiva, y posteriormente intercambiaron sus productos con los incas.
En 1641, el río Perené es navegado por primera vez por el misionero Francisco Matías Illescas, que buscaba evangelizar a los nativos. Fueron muchos los intentos de evangelizar a los Asháninkas por parte de los misioneros franciscanos, pero fueron expulsados por intentar cambiar sus modos de vida y de religión: muchos de estos actos se realizaron de forma violenta, llegando a costarles la vida a esos religiosos.
Durante aproximadamente cien años, la Selva Central permaneció cerrada para los colonos y misioneros, es así en el frustrado intento de la evangelización y el ambiente convulsionado que se vivía en el territorio Asháninka en 1742 aparece en escena Juan Santos Atahualpa liderando una rebelión en la Selva Central, en especial por el territorio del hoy distrito de Perené, expulsando nuevamente a los misionerosfFranciscanos y en 1775 muere a manos de un nativo, quien tenía la esperanza de su resurrección, porque era considerado por la comunidad nativa como hijo de Dios.
Así transcurrieron los años, hasta que fue evangelizado parte de los Asháninka, cediendo su territorio a la colonización y beneficiando a los invasores andinos y colonos europeos.
En 1891 el Gobierno Peruano, otorgó a Peruvian Cooper Corporation, en concesión de 500 000 hectáreas de tierras del valle del Perené, para que al término de 9 años colonizara la zona, pero en 1940 solo tenía 1000 hectáreas de café y 250 de frutas del total concedido.
Entre 1950 y 1960, grupos organizados de agricultores procedente de la sierra central decidieron tomar posesión de las tierras de Peruvian Cooper Corporation, ingresando por diversos sectores, como Bajo YurinaKi y tomar posesión de la Florida, otros por el puente Quimiri llegando a Villa Amoretti, mientras los demás se localizan en Villa Anashironi, Puerto Victoria, Sotani, etc.
En 1961, es creado el anexo de Puerto Libre. En 1968 se crea el anexo de Santa Ana. El 13 de enero de 1986 se crea el distrito de Perené, mediante Ley N.º 24445, promulgado por el Congreso de la República, considerando como capital a "Villa Perené".
El primer alcalde distrital fue Alejandrino Adauto Quispe, sucediéndole en el cargo el señor Isaías Aldoradin, victimado posteriormente por grupos sediciosos el 27 de julio de 1989 en el Parque Santa Ana.

## Geografía
El distrito de Perené, llamado “Ciudad de las Tres Mesetas”, abarca una superficie de 1224,59 km² y se encuentra ubicado en la parte central oriental del departamento de Junín, provincia de Chanchamayo a 25 km de la ciudad de La Merced, a unos 30 minutos de viaje en la carretera asfaltada de Selva Central.

### Hidrografía
Hidrográficamente se ubica dentro de la vertiente amazónica de la cadena oriental de la cordillera central de los Andes peruanos, en la cuenca del río Perené.

### Ubicación
Su posición geográfica es de 10°56′0″ de latitud sur y 75°12′0″ de longitud oeste de Greenwich y se ubica entre las siguientes coordenadas:
- Norte: 10°48′6.74″ S-75°29′8.28″ O
- Sur: 11°19′38.57″ S-75°19′45.16″ O
- Este: 11°4′0.75″ S-75°14′7.23″ O
- Oeste: 11°67′00.49″ S-75°29′46.23″ O

Su código de ubicación geográfica es 120302.
Distancia de Villa Perené a:
- Lima 330 km
- Pichanaki 50 km
- Satipo 105 km
- Oxapampa 70 km
- Villa Rica 45 km
- La Merced 25 km
- Huancayo 223 km

### Relieve
La altitud del Distrito de Perené varía, la altitud más baja se encuentra a 509 m s. n. m. en el Centro Poblado Rural Shankivironi y la más alta en el Centro Poblado Rural de Villa Vista a 1668 m s. n. m.; la capital distrital Villa Perené se encuentra a 621 m s. n. m. Presenta una densidad poblacional de 40,7 hab./km².
- Altitud: 2100 m s. n. m.

## Demografía

### Centros poblados
- C. P. Ciudad Satélite
- C. P. Unión Perené
- C. P. San Fernando de Kivinaki
- C. P. La Florida
- C. P. Puerto Yurinaki
- C. P. de Marankiari
- C. P. la Esperanza
- C. P. Los Ángeles de Ubiriki
- C. P. de Miricharo
- C. P. Santa Rosa de Río Amarillo
- C. P. Zona Patria
- C. P. de Alto Pichanaki
- C. P. Santa Rosa de Camonashari

### Población
Población total: 57,292
Población mujeres: 47.17
Población hombres: 52.83
Población urbana: 51.21
Población rural: 48.79
Población yanesha: 865
Población asháninka: 7,792

## Autoridades

### Municipales
2023-2026.
Alcalde: Jordan Runachagua, del movimiento político Sierra y Selva Contigo Junín.
Regidores:
- 2019-2022[2]
  - Alcalde: Hermenegildo Navarro Castro, del movimiento político Sierra y Selva Contigo Junín.
  - Regidores: xxx.
- 2015-2018[2]
  - Alcalde: Guzmán Marrufo Fernández, del movimiento político regional Bloque Popular Junín (BPJ).
  - Regidores: Augusto Gilberto Cruz Calderón (BPJ), Hermenegildo Navarro Castro (BPJ), Maribel Cóndor Illesca (BPJ), Margot Juana Quispe Román (BPJ), Carmen Rosa Medina Gutiérrez (BPJ), José Luis Lucero Espinoza (BPJ), Reynaldo Wualdir Hurtado Leguía (Junín Sostenible con su Gente), Quielem Ronal Rocha Pajares (Fuerza Popular), Moisés Gutiérrez Calderón (Junín Emprendedores Rumbo al 21).
- 2011-2014[3]
  - Alcalde: Caleb Josías Zevallos Martin, del Partido Fuerza 2011 (K).
  - Regidores: Jesús Alejandro Porras Porras (K), Antonio Bellido Quicaño (K), Tania Jesús Valdivia Carhuallanqui (K), Mery Anita Espíritu Victoriano (K), Vilmer Leoncio Meza Navarro (K), Norma Teresa Rojas Contreras (K), Antonieta Albarosa Sandoval Barzola (K), Bernabé Orestes Perales Pazce (K), Raúl Gutiérrez Guerreros (Lista Independiente Vecinal), Toribio Pacheco Hilario (Bloque Popular Junín), Quielem Ronal Rocha Pajares (APRA).

### Policiales
- Comisario: PNP.

### Religiosas
- Vicariato apostólico de San Ramón[4]
  - Vicario apostólico: Mons. Gerardo Antonio Zendín Bukovec, OFM
- Parroquia
  - Párroco: Preb.

## Festividades
Se conmemora la creación política del distrito de Perené, el 2 de septiembre. Se celebra la creación de Santa Ana el 26 de julio y de Puerto Libre de Pampa Silva el 22 de octubre.

## Economía

### Artesanía
En el distrito de Perené lo más característico son:
- Los tejidos: a las telas de tocuyo o de algodón natural se aplican pinturas naturales y bordados con diseños geométricos característicos realizados a mano. Ofertan manteles, servilletas, polos, chaquetas, etc.
- Bisutería: collares, pulseras, aretes, correas, carteras, llaveros elaborados con mosticillas y semillas de plantas silvestres.
- Esculturas: se caracterizan por abordar únicamente motivos selváticos, elaborados en madera.

## Turismo
Los principales atractivos del distrito de Perené son las cataratas de Velo de la Novia y Bayoz. La Comunidad Asháninka Marankiari Bajo quien viene desarrollado un turismo vivencial y cultural.
Entre otros atractivos turísticos tenemos al Cerro Mono. Un cerro en forma de un mono, lo cual es muy resaltante y tiene buena vista lo cual deja asombrado a muchos de sus visitantes.

### Gastronomía
- Tacacho con cecina: carne de cerdo y plátanos asados, con encurtido de cebolla y limón
- Chicharrón de pescado frito: trozo de pescado de río frito con guarnición de plátanos y yuca frita más ensalada criolla
- Asado de zamaño, cupte y sajino: asado de carnes de animales silvestres, casado en el monte.
- Juane: arroz con gallina de chacra envuelta en hojas de bijao y cocida
- Inchicapi: sopa de gallina con harina de maíz, maní molido, culantro y yuca.
- Patarashca: pescado de río envuelto en hojas de bijao, asado en carbón o leña.